# Coptobasoides leopoldi
Espèce
Coptobasoides leopoldi est une espèce de lépidoptères de la famille des Crambidae. Elle a été décrite par Janse (en) en 1935. On la trouve dans l'île de Sulawesi.